# 国府町 (神奈川県)
国府町（こくふまち）は、神奈川県中郡に存在した町。
本項では町制前の国府村（こくふむら）についても記す。

## 地理
- 河川：葛川、不動川

## 歴史
- 1889年（明治22年）4月1日 - 町村制の施行により、生沢村、寺坂村、黒岩村、国府本郷村、虫窪村、国府新宿、西窪村が合併して淘綾郡国府村が発足。
- 1896年（明治29年）4月1日 - 郡制の施行のため淘綾郡が大住郡と統合され、所属郡が中郡に変更[1]。
- 1952年（昭和27年）4月1日 - 町制施行し国府町となる。
- 1954年（昭和29年）12月1日 - 大磯町と合併し、改めて大磯町が発足。同日国府町廃止。

## 交通

### 鉄道路線
日本国有鉄道（現東日本旅客鉄道）東海道本線が町域内を通過していたが、駅は存在しなかった。

### 道路
- 国道1号